# Liste des aéroports canadiens par indicateur d'emplacement : CN
Cette liste d'aéroports reprend l'ordre alphabétique suivi par le « TC LID ». Le « TC LID » est le « lieu d'identification » donné par Transports Canada, représentant le nom et le lieu d'un aéroport. C'est une aide de direction pour aider la circulation aérienne, les télécommunications et les programmes d'ordinateur.
Le format des entrées sont:
- Lieu d'identification (TC LID) - IATA - Nom de l'aéroport (nom alternatif) - Communauté de l'aéroport - Province

Les aéroports du Réseau national des aéroports sont en caractères gras.

## CA -Canada- CAN[1],[2]
| TC LID | IATA | Nom de l'aéroport                                                                         | Communauté                         | Province                |
| ------ | ---- | ----------------------------------------------------------------------------------------- | ---------------------------------- | ----------------------- |
| CNA2   |      | Aéroport Highgate                                                                         | Highgate                           | Ontario                 |
| CNA3   |      | Springwater (Village aéronautique Barrie)                                                 | Springwater                        | Ontario                 |
| CNA4   |      | Aéroport Emsdale                                                                          | Emsdale                            | Ontario                 |
| CNA5   |      | Héliport Uxbridge (Cottage Hospital)                                                      | Uxbidge                            | Ontario                 |
| CNA9   |      | Aéroport Plevna/Tomvale                                                                   | Plevna                             | Ontario                 |
| CNB2   |      | Héliport Bolton                                                                           | Bolton                             | Ontario                 |
| CNB3   |      | Héliport North Bay (North Bay Regional Health Centre)                                     | North Bay                          | Ontario                 |
| CNB4   |      | Héliport Cobourg (Northumberland Hills Hospital)                                          | Cobourg                            | Ontario                 |
| CNB5   |      | Hydroaérodrome Arnprior                                                                   | Arnprior                           | Ontario                 |
| CNB7   |      | Hydroaérodrome Moosonee                                                                   | Moosonee                           | Ontario                 |
| CNB8   |      | Hydroaérodrome Sudbury/Ramsey Lake                                                        | Greater Sudbury                    | Ontario                 |
| CNB9   |      | Aéroport Barrie-Orillia (lac Simcoe régional)                                             | Barrie                             | Ontario                 |
| CNC3   |      | Aéroport Brampton                                                                         | Brampton                           | Ontario                 |
| CNC4   |      | Aéroport Guelph                                                                           | Guelph                             | Ontario                 |
| CNC5   |      | Hydroaérodrome Sudbury/Azilda                                                             | Greater Sudbury                    | Ontario                 |
| CNC6   |      | Hydroaérodrome Caledonia/Grand River                                                      | Caledonia                          | Ontario                 |
| CNC7   |      | Hydroaérodrome Lake Muskoka/Mortimer's Point                                              | Port Carling                       | Ontario                 |
| CNC8   |      | Hydroaérodrome Temagami                                                                   | Temagami                           | Ontario                 |
| CNC9   |      | Héliport Perth (Great War Memorial Hospital)                                              | Perth                              | Ontario                 |
| CND4   |      | Aéroport Haliburton/Stanhope Municipal                                                    | Haliburton                         | Ontario                 |
| CND6   |      | Hydroaérodrome Granitehill Lake                                                           | Hornepayne                         | Ontario                 |
| CND9   |      | Hydroaérodrome Portage Lake                                                               | Portage Lake                       | Ontario                 |
| CNE3   | XBE  | Aéroport Bearskin Lake                                                                    | Bearskin Lake                      | Ontario                 |
| CNE4   |      | Aéroport Iroquois Falls                                                                   | Iroquois Falls                     | Ontario                 |
| CNE5   |      | Hydroaérodrome Bar River                                                                  | Bar River                          | Ontario                 |
| CNE6   |      | Hydroaérodrome Geraldton/Hutchison Lake                                                   | Geraldton                          | Ontario                 |
| CNE7   |      | Hydroaérodrome Nakina                                                                     | Nakina                             | Ontario                 |
| CNE9   |      | Aéroport Essex                                                                            | Essex                              | Ontario                 |
| CNF2   |      | Héliport Haliburton (Hospital)                                                            | Haliburton                         | Ontario                 |
| CNF3   |      | Aéroport Pendleton                                                                        | Pendleton                          | Ontario                 |
| CNF4   |      | Aéroport Lindsay                                                                          | Lindsay                            | Ontario                 |
| CNF5   |      | Hydroaérodrome Batchawana                                                                 | Batchawana                         | Ontario                 |
| CNF6   |      | Hydroaérodrome Haliburton                                                                 | Haliburton                         | Ontario                 |
| CNF8   |      | Aérodrome Dwight                                                                          | Dwight                             | Ontario                 |
| CNF9   |      | Aéroport Niagara Falls/Niagara South                                                      | Niagara Falls                      | Ontario                 |
| CNG2   |      | Héliport New Glasgow (Aberdeen Hospital)                                                  | New Glasgow                        | Nouvelle-Écosse         |
| CNG5   |      | Héliport Pembroke (Regional Hospital)                                                     | Pembroke                           | Ontario                 |
| CNG6   |      | Héliport Walkerton (County Of Bruce General Hospital)                                     | Walkerton                          | Ontario                 |
| CNG8   |      | Héliport Niagara Falls (Hôpital Greater Niagara General)                                  | Niagara Falls                      | Ontario                 |
| CNH2   |      | Aéroport Natuashish                                                                       | Natuashish                         | Terre-Neuve-et-Labrador |
| CNH4   |      | Héliport St. Catharines (Niagara Health System)                                           | Saint Catharines                   | Ontario                 |
| CNH6   |      | Hydroaérodrome Hawk Junction                                                              | Hawk Junction                      | Ontario                 |
| CNH7   |      | Hydroaérodrome North Bay                                                                  | North Bay                          | Ontario                 |
| CNH9   |      | Héliport Nanaimo (West Coast)                                                             | Nanaimo                            | Colombie-Britannique    |
| CNJ3   |      | Aéroport Fort Erie                                                                        | Fort Érié (Ontario)                | Ontario                 |
| CNJ4   |      | Aéroport Orillia                                                                          | Orillia                            | Ontario                 |
| CNJ5   |      | Hydroaérodrome Hearst/Carey Lake                                                          | Hearst                             | Ontario                 |
| CNJ6   |      | Hydroaérodrome Hornepayne                                                                 | Hornepayne                         | Ontario                 |
| CNJ8   |      | Hydroaérodrome White River                                                                | White River                        | Ontario                 |
| CNK4   | YPD  | Aéroport Parry Sound Area Municipal                                                       | Parry Sound                        | Ontario                 |
| CNK5   |      | Hydroaérodrome Dorset/Kawagama Lake (Old Mill Marina)                                     | Dorset                             | Ontario                 |
| CNK6   |      | Héliport Owen Sound (Grey Bruce Health Services)                                          | Owen Sound                         | Ontario                 |
| CNK7   |      | Héliport Kananaskis/Nakoda                                                                | Kananaskis                         | Alberta                 |
| CNK9   |      | Héliport Grand River Hospital                                                             | Municipalité régionale de Waterloo | Ontario                 |
| CNL2   |      | Aérodrome Fort McMurray (North Liege)                                                     | Fort McMurray                      | Alberta                 |
| CNL3   | XBR  | Aéroport Brockville Regional Tackaberry (Aéroport Brockville Municipal)                   | Brockville                         | Ontario                 |
| CNL4   |      | Aéroport Port Elgin                                                                       | Port Elgin                         | Ontario                 |
| CNL6   |      | Hydroaérodrome Renfrew/Hurds Lake                                                         | Renfrew                            | Ontario                 |
| CNL7   |      | Village aéronautique Nobel/Lumsden                                                        | Nobel (Ontario)                    |                         |
| CNL8   |      | Aéroport Wyevale (Boker Field)                                                            | Wyevale                            | Ontario                 |
| CNL9   |      | Aéroport Nueltin Lake                                                                     | Nueltin Lake                       | Manitoba                |
| CNM2   |      | Aérodrome Melbourne                                                                       | Melbourne                          | Ontario                 |
| CNM3   |      | Héliport Sturgeon Falls (West Nipissing General Hospital)                                 | Nipissing Ouest                    | Ontario                 |
| CNM4   |      | Aéroport Stratford Municipal                                                              | Stratford                          | Ontario                 |
| CNM5   | KIF  | Aéroport Kingfisher Lake                                                                  | Kingfisher Lake                    | Ontario                 |
| CNM6   |      | Héliport Naramata                                                                         | Naramata                           | Colombie-Britannique    |
| CNM7   |      | Hydroaérodrome Pays Plat                                                                  | Pays Plat                          | Ontario                 |
| CNN3   |      | Aérodrome Shelburne/Fisher Field                                                          | Shelburne                          | Ontario                 |
| CNN5   |      | Hydroaérodrome Cochrane                                                                   | Cochrane                           | Ontario                 |
| CNN7   |      | Hydroaérodrome Gooderham/Pencil Lake                                                      | Gooderham                          | Ontario                 |
| CNN8   |      | Aéroport Gananoque                                                                        | Gananoque                          | Ontario                 |
| CNP2   |      | Hydroaérodrome Lake Rosseau/Windermere                                                    | Windermere                         | Ontario                 |
| CNP3   |      | Aéroport Arnprior/South Renfrew Municipal (Aéroport Arnprior)                             | Arnprior                           | Ontario                 |
| CNP5   |      | Hydroaérodrome Combermere/Kamaniskeg Lake                                                 | Combermere                         | Ontario                 |
| CNP6   |      | Aérodrome Nampa/Hockey                                                                    | Nampa                              | Alberta                 |
| CNP7   |      | Aéroport Iroquois                                                                         | Iroquois                           | Ontario                 |
| CNP8   |      | Aéroport Greenbank                                                                        | Greenbank                          | Ontario                 |
| CNQ3   |      | Aéroport Welland/Niagara Central                                                          | Welland                            | Ontario                 |
| CNQ4   |      | Aéroport Tillsonburg                                                                      | Tillsonburg                        | Ontario                 |
| CNQ5   |      | Hydroaérodrome Constance Lake                                                             | Constance Lake                     | Ontario                 |
| CNQ6   |      | Hydroaérodrome Keene/Elmhirst's Resort                                                    | Keene                              | Ontario                 |
| CNQ7   |      | Hydroaérodrome Port Loring                                                                | Port Loring                        | Ontario                 |
| CNR3   |      | Héliport Canadian Bushplane Heritage Centre                                               | Sault Ste. Marie                   | Ontario                 |
| CNR4   |      | Aéroport Tobermory                                                                        | Tobermory                          | Ontario                 |
| CNR6   |      | Aéroport Carleton Place                                                                   | Carleton Place                     | Ontario                 |
| CNR9   |      | Aéroport Arnstein                                                                         | Port Loring                        | Ontario                 |
| CNS2   |      | Hydroaérodrome Smoky Lake                                                                 | Port Loring                        | Ontario                 |
| CNS3   |      | Héliport Englehart (District Hospital)                                                    | Englehart                          | Ontario                 |
| CNS4   |      | Aérodrome Alexandria                                                                      | Alexandria                         | Ontario                 |
| CNS7   |      | Aéroport Kincardine                                                                       | Kincardine                         | Ontario                 |
| CNS8   |      | Aéroport Morrisburg                                                                       | Morrisburg                         | Ontario                 |
| CNS9   |      | Héliport Smiths Falls (Community Hospital)                                                | Smiths Falls                       | Ontario                 |
| CNT2   |      | Hydroaérodrome Nobel/Sawdust Bay                                                          | Nobel                              | Ontario                 |
| CNT3   | YOG  | Aéroport Ogoki Post                                                                       | Ogoki Post                         | Ontario                 |
| CNT4   |      | Héliport Little Current (Manitoulin Health Centre)                                        | Little Current                     | Ontario                 |
| CNT5   |      | Hydroaérodrome Lake Muskoka/Dudley Bay                                                    | Bala                               | Ontario                 |
| CNT6   |      | Aéroport Elmira                                                                           | Elmira                             | Ontario                 |
| CNT7   |      | Aéroport Picton                                                                           | Picton                             | Ontario                 |
| CNU3   |      | Héliport Peterborough Regional Health Centre                                              | Peterborough                       | Ontario                 |
| CNU4   |      | Aérodrome Belleville                                                                      | Belleville                         | Ontario                 |
| CNU6   |      | Hydroaérodrome Huntsville                                                                 | Huntsville                         | Ontario                 |
| CNU8   |      | Aéroport Toronto/Markham (Aéroport Markham)                                               | Markham                            | Ontario                 |
| CNV2   |      | Héliport Inverness (Consolidated Memorial Hospital)                                       | Inverness                          | Nouvelle-Écosse         |
| CNV3   |      | Héliport New Liskeard (Temiskaming Hospital)                                              | New Liskeard                       | Ontario                 |
| CNV4   |      | Aéroport Hawkesbury                                                                       | Hawkesbury                         | Ontario                 |
| CNV5   |      | Hydroaérodrome Elk Lake                                                                   | Elk Lake                           | Ontario                 |
| CNV6   |      | Hydroaérodrome Orillia/Lake St John                                                       | Orillia                            | Ontario                 |
| CNV7   |      | Hydroaérodrome Sault Ste. Marie/Partridge Point                                           | Sault Ste. Marie                   | Ontario                 |
| CNV8   |      | Aéroport Edenvale                                                                         | Edenvale                           | Ontario                 |
| CNV9   |      | Aéroport Neuville                                                                         | Neuville                           | Québec                  |
| CNW3   |      | Aéroport Bancroft                                                                         | Bancroft                           | Ontario                 |
| CNW4   |      | Héliport Mindemoya (Hospital)                                                             | Mindemoya                          | Ontario                 |
| CNW8   |      | Héliport Toronto (Hospital For Sick Children)                                             | Toronto                            | Ontario                 |
| CNW9   |      | Héliport New Westminster (Royal Columbian Hospital)                                       | New Westminster                    | Colombie-Britannique    |
| CNX3   |      | Aéroport Carey Lake                                                                       | Carey Lake                         | Ontario                 |
| CNX7   |      | Hydroaérodrome Port Stanton/Sparrow Lake                                                  | Port Stanton                       | Ontario                 |
| CNX8   |      | Aéroport Nixon                                                                            | Nixon                              | Ontario                 |
| CNY3   |      | Aéroport Collingwood                                                                      | Collingwood                        | Ontario                 |
| CNY4   |      | Aéroport Alliston                                                                         | Alliston                           | Ontario                 |
| CNY5   |      | Hydroaérodrome Five Mile Lake                                                             | Five Mile Lake                     | Ontario                 |
| CNY8   |      | Héliport Toronto (Sunnybrook Medical Centre)                                              | Toronto                            | Ontario                 |
| CNZ2   |      | Héliport Anzac (Long Lake)                                                                | Sables bitumineux de l'Athabasca   | Alberta                 |
| CNZ3   |      | Aéroport Chatham-Kent                                                                     | Chatham-Kent                       | Ontario                 |
| CNZ4   |      | Village aéronautique Madawaska Valley (Village aéronautique Barry's Bay/Madawaska Valley) | Barry's Bay                        | Ontario                 |
| CNZ6   |      | Héliport Georgetown Hospital                                                              | Georgetown                         | Ontario                 |
| CNZ7   |      | Héliport Hanover (District Hospital)                                                      | Hanover                            | Ontario                 |
| CNZ8   |      | Village aéronautique Grimsby                                                              | Grimsby                            | Ontario                 |
| CNZ9   |      | Hydroaérodrome Little Current                                                             | Little Current                     | Ontario                 |